# Energianvändning i Sverige
Energianvändningen i Sverige är liksom i flertalet industriländer hög, både privat och kommersiellt. Som exempel kan nämnas skogs- och pappersindustrin, båda energiintensiva industrier. Det svenska klimatet kräver därtill avsevärda mängder olika energiråvaror för lokaluppvärmning.
Användningen uppgick 2008 till 16 MWh per person och år. Den höga energianvändningen beror delvis på det kalla klimatet och delvis på den högt utvecklade och energikrävande industrin. Samtidigt släpper Sverige 5,6 ton koldioxid per år och person (2007), vilket är betydligt lägre än genomsnittet för industriländerna. Det låga koldioxidutsläppet förklaras av att elproduktionen till 40 % härrör från vattenkraft, 40 % från kärnkraft och 10 % från vindenergi och att den resterande (koldioxidskapande) energitillförseln, främst från biomassa, utgör 10 % (2009).
| Användning                              |     |       |
| Total inhemsk användning                |     | 375   |
| Industri                                |     | 138,5 |
| Transporter                             |     | 95,4  |
| Bostäder, service m.m.                  |     | 140,8 |
| Utrikes transporter                     |     | 39    |
|                                         |     |       |
| Omvandlings- och distributionsförluster |     | 166   |
| Elproduktion                            | 128 |       |
| Eldistribution                          | 11  |       |
| Fjärrvärme                              | 7   |       |
| Raffinaderier                           | 18  |       |
| Gas- och koksverk, masugnar             | 1   |       |
| Icke energiändamål                      | 21  |       |
| Total energianvändning                  |     | 600   |
|                                         |     |       |
| Tillförsel                              |     |       |
| Total bränsletillförsel                 |     | 532   |
| Kol, koks och hyttgas                   | 21  |       |
| Biobränslen                             | 131 |       |
| Torv                                    | 1   |       |
| Avfall                                  | 20  |       |
| Oljeprodukter                           | 167 |       |
| Naturgas, stadsgas                      | 8   |       |
| Kärnbränsle                             | 184 |       |
| Värmepumpar (fjärrvärmeverk)            |     | 3     |
| Vattenkraft                             |     | 65    |
| Vindkraft                               |     | 17    |
| Import-export el                        |     | -19   |
| Statistisk differens                    |     | 3     |
| Total tillförd energi                   |     | 600   |

## Elenergi
Den svenska elproduktionen kommer från vatten-, kärn- och vindkraft samt biobränslen, avfallsförbränning och till mycket liten del fossila bränslen.
Relativt sett förbrukar svenskar och svenska industrier traditionellt mer el än i andra industriländer per capita. En stor anledning till detta är att den svenska elen historiskt sett varit väldigt billig.
Delvis tack vare förekomsten av rikliga resurser av vattenkraft, delvis genom inriktningen på industrin (särskilt ASEA senare  ABB), har Sverige varit bland pionjärerna inom elområdet. Härnösand var en av de första städerna i Europa att ha elektrisk gatubelysning, den första 380 kV högspänningsledning installerades i Sverige, som högspänningskabel för likström. Landet var också bland de första att elektrifiera sina  järnvägar. Idag fortsätter denna tradition med utveckling av så kallade ekobyar, och större bostadsområden med miljöanpassning som till exempel Hammarby Sjöstad och Västra Hamnen.

## Transporter

Nyregistrerade personbilar efter drivmedel

Petroleumprodukter används framför allt till fordonsbränslen som bensin, dieselolja, flygfotogen och bunkerkolja till fartyg.

## Lokaluppvärmning
Hetvattencentraler och kraftvärmeverk förser tätorter med fjärrvärme, medan annan vattenburen värme från värmepumpar och bergvärme plus direktverkande elvärme och enskilda värmepannor dominerar i glesbygden.

## Energiråvaror i Sverige
Sverige har inte haft någon storskalig utvinning av stenkol eller petroleum, men under andra världskriget bröts bland annat oljeskiffer. Däremot finns stora mängder torv och uran.

## Energipolitisk historik
Det första svenska energisparprogrammet kom under oljekrisen 1973–74 och introducerades i större skala genom 1975 års samlade energibeslut. Sedan dess har Sverige successivt minskat koldioxidutsläppen, tidigare än de flesta andra länder. Hushållningen utökades kraftigt 1978, då bidrag och förmånliga lån infördes för isolering i syfte att minska energibehovet i befintliga byggnader. 
Sedan oljekrisen 1979 har Sverige successivt minskat oljeanvändningen, främst genom utbyggnad av vatten- och kärnkraft, och övergång till biobränslen, bland annat i fjärrvärmeverken.
Uppvärmningen effektiviserades med värmepumpar (villapumpar samt stora centrala fjärrvärmepumpar, det senare en i huvudsak svensk företeelse) vilket hade en stark tillväxt mellan 1975 och 1985. Bergvärme- och ytjordvärmesystem introducerades i slutet av 1970-talet, inledningsvis i huvudsak som en svensk företeelse. Oljeeldade villapannor har ofta ersatts med pelletseldning och elinsatser. Direktverkande eluppvärmning har effektiviserats genom att komplettera med luftvärmepumpar.
Miljökraven på försurande utsläpp och på att minimera kärnkraftens risker skärptes under 1980-talet. Med hänvisning till folkomröstningen om kärnkraft 1981 och härdsmältan i Tjernobyl och krav från Danmark beslutade riksdagen år 1988 om avvecklingen av de båda kärnreaktorerna i Barsebäcks kärnkraftverk, vilka togs ur drift 1999 och 2005. Sedan mitten av 2010-talet är vindkraft en kostnadseffektiv energiform, vilket tillsammans med effektskatten på kärnkraft bidrog till beslutet att avveckla ytterligare fyra kärnreaktorer. Energiöverenskommelsen 2016 hade som centralt mål att Sveriges energiförsörjning 2040 ska bestå av 100 procent förnybar energi, utan kärnkraft.